# Fosfidy

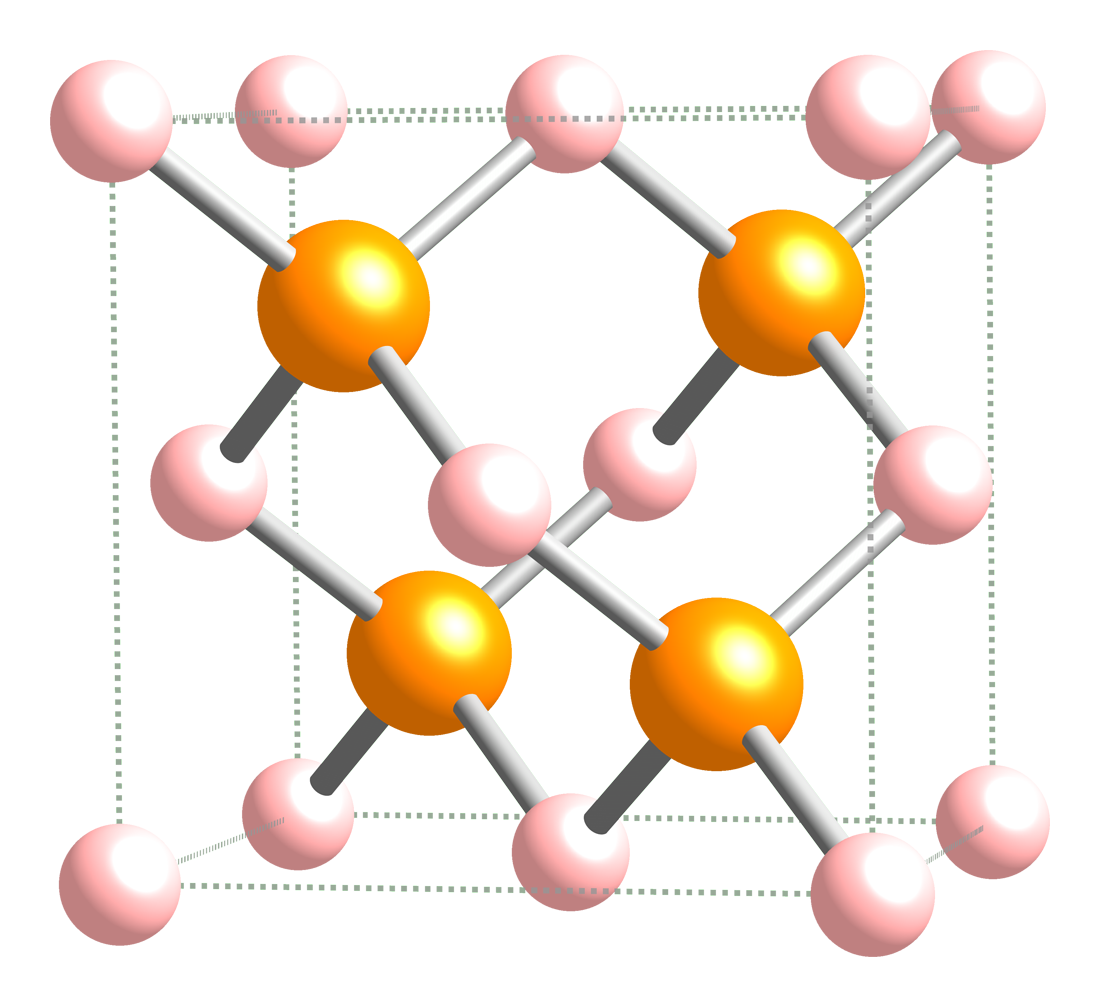
Struktura například fosfidu boritého a dalších fosfidů

Fosfidy jsou sloučeniny fosforu s nějakým méně elektronegativním prvkem nebo prvky. Dvouprvkové sloučeniny tvoří fosfor s většinou prvků s výjimkou rtuti, olova, antimonu, bizmutu, telluru a polonia. Poměr prvků ve fosfidech může být poměrně variabilní, například draslík tvoří devět fosfidů: K3P, K4P3, K5P4, KP, K4P6 K3P7, K3P11, KP10,3, KP15), nikl jich má osm (Ni3P, Ni5P2, Ni12P5, NiP2, Ni5P4, NiP, NiP2, NiP3). Většina jich je dobře rozpustná v tucích.

## Třídění
Třídění fosfidů je komplikované. Na základě struktury a reaktivity mohou být fosfidy klasifikovány do těchto skupin::
- fosfidy iontové, obsahující anionty P3−. Tvoří je alkalické kovy (M3P, např. Na3P) a kovy alkalických zemin (M3P2, např. Ca3P2)
- polyfosfidy obsahující např. iont P24−, iont P113−; polymerní řetězcovité ionty (např. šroubovicovitý P−)n a některé trojrozměrné složité struktury)
- fosfidy s jedním atomem fosforu, polovodiče (např. GaP) až vodiče (TaP)[3]

Polyfosfidové ionty P34− (vyskytující se v K4P3) a P45− (vyskytující se v K5P4) jsou radikálové anionty s lichým počtem valenčních elektronů, což z nich činí paramagnetické látky.

## Výskyt v přírodě
Schreibersit – vzorec (Fe,Ni)3P, je běžně přítomen v některých druzích meteoritů.